# Huacaya (Bolivia)
Huacaya es una localidad y municipio de Bolivia, ubicado en la provincia de Luis Calvo al este del departamento de Chuquisaca. El municipio tiene una superficie de 1.337,4 km² y cuenta con una población de 2.541 habitantes (según el Censo INE 2012). Presenta un paisaje homogéneo correspondiente a la llanura chaqueña y la localidad está situada a 585 km de la ciudad de Sucre, capital del país.
La población es de origen guaraní.

## Toponimia
El pueblo fue fundado como misión con el nombre de San Antonio de Huacaya, debido al valle donde fue fundado que lleva el mismo nombre. También se ha visto a veces el nombre escrito como San Antonio de Guacaya.

## Historia
En la región del valle de Guacaya habitaban desde la época prehispánica los indígenas denominados chiriguanos. Entre 1874 y 1875 se dieron algunos ataques de los indígenas hacia los pueblos y fundaciones de los habitantes "blancos" (o criollos). Debido a los ataques, en diciembre de 1874, los criollos de la zona empezaron a construir un fortín en Guacaya, para protegerse de los indígenas. El 11 de enero de 1875, los chiriguanos guacayeños atacaron el cañón de Igüembe, donde se encontraban los criollos, lo que resultó en una batalla en la que, según el franciscano Angélico Martarelli, entre quince y veinte mil chiriguanos y tobas combatieron y acaban derrotados.
Para poder regresar a sus tierras sin depender de los hacendados criollos, algunos de los guacayeños decidieron buscar apoyo de los franciscanos, específicamente al padre Vicente Piccinini, que era cura de Igüembe. Piccinini propuso fundar una misión, que al principio los indígenas rechazaron pero luego aceptaron. Fue así que el 27 de junio de 1875, en el valle de Guacaya, el padre Vicente Piccinini fundó la misión de San Antonio de Guacaya, a una legua al sur de la misión de San Pascual de Boicobu. En los primeros años de su fundación el pueblo atrajo numerosas familias de los cantones vecinos e incluso de los valles de departamento de Tarija. Sin embargo, con el pasar de los años sus habitantes se fueron yendo de Guacaya hacia los campos de Ivu, Cuevo, Ñacaroinza, entre otros. Al año 1890, se calculaba que el pueblo tenía solamente una población de hasta 754 habitantes.
En 1881 se construyó la iglesia de Guacaya bajo la dirección de los padres franciscanos Piccinini y Romualdo Dambrogi, dedicada a San Antonio de Padua.

## Geografía
La red hídrica del municipio corresponde de forma general a las macrocuencas del Amazonas y la del Plata, y específicamente a las subcuencas de los ríos Grande y Pilcomayo. Por el territorio de Huacaya recorren varios ríos, entre los principales el Yaguiray y el Bororigua, que proveen de agua para riego.
Al norte limita con el departamento de Santa Cruz, el este con el municipio de Macharetí, al sur con el departamento de Tarija y al oeste con el municipio de Villa Vaca Guzmán.

## Demografía
De acuerdo con el censo boliviano de 2024, la población del municipio de Huacaya es de 8 971 habitantes.
La población del municipio aumentó aproximadamente una quinta parte entre 1992 y 2024:
| Año  | Habitantes (municipio) | Habitantes (localidad) | Fuente | Ref.   |
| ---- | ---------------------- | ---------------------- | ------ | ------ |
| 1900 | Sin cambios            | Sin cambios            | Censo  | [ 9 ]  |
| 1950 | Sin cambios            | 227                    | Censo  | [ 10 ] |
| 1976 | 2 403                  | 197                    | Censo  | [ 11 ] |
| 1992 | 1 986                  | 201                    | Censo  | [ 12 ] |
| 2001 | 2 345                  | 152                    | Censo  | [ 13 ] |
| 2012 | 2 541                  | 387                    | Censo  | [ 14 ] |
| 2024 | 8 971                  |                        | Censo  | [ 8 ]  |

## Economía
El municipio de Huacaya es eminentemente agrícola-ganadero. Los principales cultivos en orden de importancia son el maíz, maní, cumanda, poroto y frijol, y entre los cultivos multianuales o perennes destacan la naranja, la mandarina, el pomelo, el limón y la lima.
La ganadería es también una de las principales actividades económicas, habiendo la cría de vacunos, porcinos, caprinos y ovinos.
La producción gasífera ha sido por igual importante en la generación de recursos para el municipio y el departamento. En 2015 fue inaugurado en el campo Margarita-Huacaya el pozo gasífero Margarita 7, que es el pozo más profundo del país con 6.000 metros de profundidad.

## Transporte
Huacaya se ubica a 404 kilómetros por carretera al sur de Santa Cruz de la Sierra.
La carretera asfaltada Ruta 9 va desde Santa Cruz de la Sierra, pasando por Abapó e Ipitá, hasta Boyuibe y otros 187 km hasta Yacuiba, en la frontera sur de Bolivia con Argentina. Veinte kilómetros antes de Boyuibe, de la Ruta 9 se bifurca un camino rural sin asfaltar en dirección suroeste, que luego de quince kilómetros llega a la localidad de Cuevo y continúa en dirección oeste. Quince kilómetros al oeste de Cuevo, un camino de tierra se bifurca hacia el sur y conduce por Boycobo hasta llegar a Huacaya, a 45 km de distancia.